# Denys Sylantjev

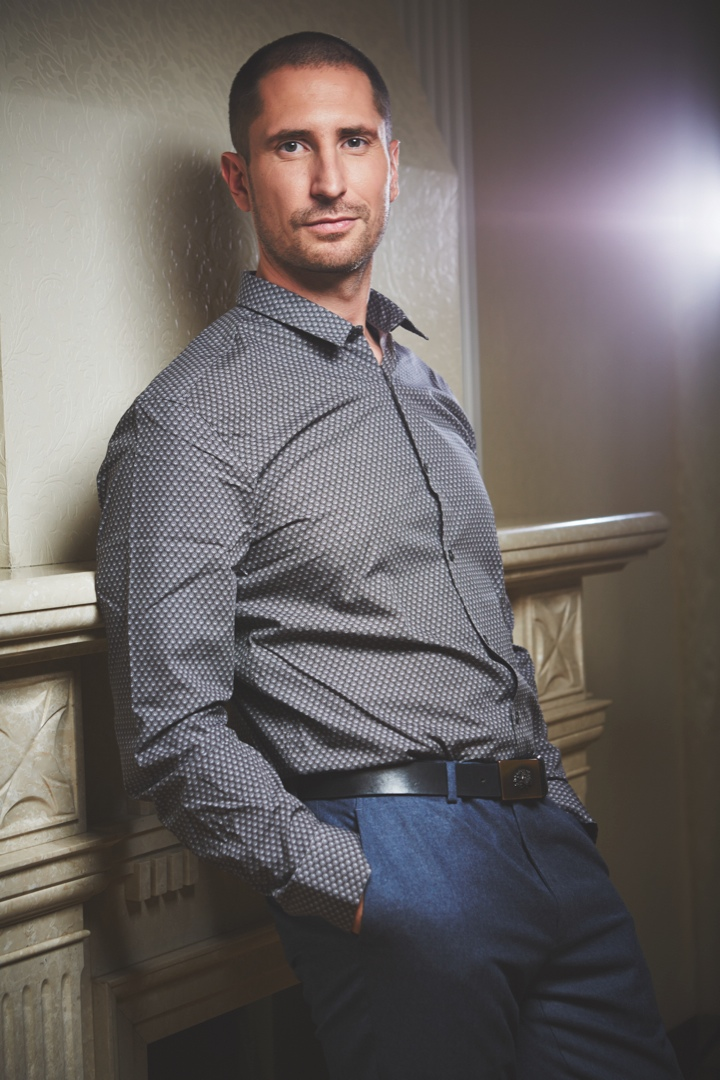
Denys Sylantjev

Denis Olehovitsj Sylantiev (Oekraïens: Денис Олегович Силантьєв) (Zaporizja: 25 september 1976) is een voormalig topzwemmer uit Oekraïne, die zijn internationale debuut maakte bij de Europese Jeugdkampioenschappen in 1993, en daar toen als tweede eindigde op de 100 meter vlinderslag. Sindsdien maakt de pupil van Sergyi Gusev deel uit van de mondiale top, en deed de sprinter bij vrijwel elk internationaal toernooi mee om de medailles op de vlinderslag. Sylantiev grossierde in ereplaatsen, maar een grote individuele titel ontbreekt op zijn palmares. 